# Districtul Phanom Dong Rak
Phanom Dong Rak (în thailandeză พนมดงรัก) este un district (Amphoe) din provincia Surin, Thailanda, cu o populație de 35.968 de locuitori și o suprafață de 318,0 km².

## Componență
Districtul este subdivizat în 4 subdistricte (tambon), care sunt subdivizate în 55 de sate (muban).
| Nr. | Nume       | În thailandeză | Sate | Locuitori |  |
| --- | ---------- | -------------- | ---- | --------- |  |
| 1.  | Bakdai     | บักได           | 20   | 11,432    |  |
| 2.  | Khok Klang | โคกกลาง        | 11   | 6,826     |  |
| 3.  | Chik Daek  | จีกแดก          | 12   | 7,668     |  |
| 4.  | Ta Miang   | ตาเมียง         | 12   | 10,042    |  |